# Lijst van hoogste gebouwen van Delft
Er volgt hieronder een lijst van hoogste gebouwen van Delft.
| Naam                          | Afbeelding | Hoogte   |
| ----------------------------- | ---------- | -------- |
| Nieuwe Kerk                   |            | 108,75 m |
| EWI-gebouw in de TU Delft     |            | 90 m     |
| Delft Hoog, vroeger Torenhove |            | 83 m     |
| Oude Kerk                     |            | 79 m     |
| VermeerToren                  |            | 74 m     |
| Stieltjesweg 2                |            | 73 m     |
| Maria van Jessekerk           |            | 72 m     |

## Overige hoge bouwwerken
De Voorhof is de woonwijk van Delft met de meeste hoogbouw. Daar staat van de hierboven genoemde gebouwen alleen Delft Hoog.
De schoorsteen van Eon is 100 meter hoog.

## Meer lijsten van hoge gebouwen
- Lijst van hoogste gebouwen van Haaglanden
- Lijst van hoogste wolkenkrabbers van Nederland
- Lijst van hoogste gebouwen ter wereld

## Websites
- (en)  Delft Skyscraper Diagram